# Paranthuridae
Paranthuridae és una família de crustacis que pertany a l'ordre dels isòpodes.

## Gèneres
- Califanthura Schultz, 1977
- Colanthura Richardson, 1902
- Cruranthura Thomson, 1946
- Cruregens Chilton, 1882
- Paranthura Bate & Westwood, 1866
- Pseudanthura Richardson, 1911